# バラクータ (外輪スループ)
HMSバラクータ（HMS Barracouta）は、イギリス海軍の最後の外輪スループで、1854年に長崎で日英和親条約が結ばれた際に来航していた4隻のうちの1隻。1851年にペンブローク・ドック（Pembroke Dock）で進水、アジア地域でクリミア戦争、アロー戦争に参加した。

## 設計と建造
バラクータは2等外輪スループとして設計され、1847年4月25日にペンブローク・ドックに発注された。10インチ旋回砲を2門、32ポンド砲を4門搭載した。Miller, Ravenhill & Salkeld社製の2気筒直接作動蒸気機関の価格は£18,228で、300馬力（公称馬力）または881馬力（指示馬力）の出力があった。
1856年に武装の変更が行われた。10インチ砲の内1門は68ポンド砲に交換され、また32ポンド砲もより強力なタイプに換装された。1862年には68ポンド砲は110ポンドアームストロング砲に交換された。
1849年5月にキールの据付が行われ、1851年3月31日に進水した。総建造費は£50,042で同型艦は無し、またイギリス海軍の最後の外輪スループとなった。帆走形式はバーク形であった。

## 艦歴
1853年7月30日に竣工し、1854年に東インド・中国艦隊に配属された。1854年9月7日、旗艦ウィンチェスターと共に長崎に入港したが、この際に外交交渉が行われ、同年10月14日に日英和親条約が調印された。
その後、ウィンチェスターとともに、ロシアのヴァシリー・ザヴォイコ（Vasily Zavoyko（Василий Завойко））の艦隊を捜索するために北に向かい、1855年8月にピョートル大帝湾の初めての測量を行った。
次いで、1860年から1864年まで北米・西インド艦隊（North America and West Indies Station）に所属、一旦英国に戻り、1866年に再び北米・西インド艦隊に派遣された。1870年に英国に戻り、ポーツマス海軍工廠で給水艦として使用された。
1873年に西アフリカ艦隊（West Africa Station）に配属され、英・アシャンティ戦争（Anglo-Ashanti wars）に参加した。英国に戻り整備した後、1874年8月にオーストラリア艦隊（Australia Station ）に配備された。1876年にはサモアでの作戦に参加した。1876年7月にオーストラリアを離れ、1877年には英国に戻り、チャタム工廠で係留された。
1881年12月にチャタム工廠で解体された。